# Artoria
Artoria là một chi nhện trong họ Lycosidae.